# كاري بيكر
كاري بيكر (بالإنجليزية: Carey Baker)‏ هو سياسي أمريكي، ولد في 16 مارس 1963 في يوستيس في الولايات المتحدة. حزبياً، نشط في الحزب الجمهوري. وقد انتخب عضو مجلس ولاية فلوريدا وانتخب عضو مجلس نواب فلوريدا.